# Tequila
|  | Aquest article tracta sobre la beguda. Vegeu-ne altres significats a «Tequila (desambiguació)». |

El tequila és una beguda alcohòlica destil·lada que prové de la fermentació de la planta d’agave blau Agave tequilana, tot i això, es poden utilitzar altres fonts de sucre com la canya de sucre o xarop de blat de moro. El tequila pur d’agave només utilitza la planta d’agave com a font de sucres, però normalment el tequila es fabrica amb un 51% d’agave, i la resta de sucres son incorporats de les altres fonts ja anomenades; i aquest tipus de tequila s’anomena tequila mixt.
És una beguda regional, específica de la ciutat de Tequila, situada a 65 km al nord de Guadalajara i a l'oest de l'Estat mexicà de Jalisco. Però la producció s’ha expandit a altres Estats que són protegits per la llei mexicana de l'elaboració del tequila com Guanajuato, Michoacán, Nayarit i Tamaulipas.
El tequila és un tipus de mescal, el nom que reben totes les begudes alcohòliques destil·lades que es fan a partir de l'agave de tipus iuca. El tequila, però, es diferencia de la resta dels mescals perque compleix els estàndards estrictes del Consell Regulador del Tequila, pel qual rep la denominació d'origen de Mèxic, i només pot fabricar-se a les regions específiques abans mencionades. També es diferència pel tipus d’agave que s’utilitza en la seva elaboració, en el cas del mescal s’utilitza Agave potatorum.
Hi ha 50 companyies de producció de tequila que es diferencien majoritàriament en les proporcions d’agave utilitzades, els processos de producció, els microorganismes utilitzats en la fermentació, els equipaments de destil·lació i els temps de maduració i envelliment de la beguda.
El tequila es produeix normalment amb un 38% d’alcohol quan és per consum domèstic, però pot contenir des d’un 31% fins a un 55% d’alcohol. La llei que regula la venta de begudes alcohòliques als EUA marca que el tequila ha de tenir com a mínim un 40% d’alcohol per poder exercir la seva venda.

## Història

Mapa polític de Jalisco

El tequila va ser produït per primera vegada el segle xvi prop del poble de Tequila, el qual seria fundat oficialment el 1656. Els asteques feien una beguda fermentada de la planta de l'agave que anomenaren octli (més coneguda com a pulque), molt abans de l'arribada dels espanyols el 1521. Tan bon punt els conquistadors van exhaurir llur conyac o brandi, van començar a destil·lar l'agave.
Al voltant del 1600, Don Pedro Sánchez de Tagle, marquès d'Altamira, va començar la producció massiva del tequila, a la primera fàbrica del territori que avui conforma l'estat de Jalisco, que era anomenat la Nova Galícia. El govern d'aquesta província de la Nova Espanya va començar el cobrament dels impostos al tequila el 1608.
Al 1906 varis productors de tequila van començar a envasar i comercialitzar el tequila en ampolles de vidre, contràriament al que s'havia fet amb anterioritat de comercialitzar-lo en barrils. Després, durant la Segona Guerra Mundial a causa que el whisky va deixar d'arribar als Estats Units, el consum i exportació del tequila va augmentar accentuadament.
La producció i la demanda del tequila han anat variant des del seu descobriment fins a hores d'ara però, gràcies a l'avenç científic i tecnològic, s'ha permès l'optimització dels processos de fermentació i obtenció del tequila i les seves varietats.

## Procés de producció del tequila

### Plantació i recol·lecció de l'agave
L'agave blau és l'única espècie de Agavaceae amb les propietats adients per la producció del tequila. Aquestes característiques són: concentració elevada d'inulina, baix contingut en fibra i una sèrie de compostos químics que estan presents a la planta i contribueixen en el gust del tequila. S’ha intentat fer tequila amb altres espècies d’agave, però no hi ha hagut èxit i no s’han obtingut les característiques desitjades de la beguda.

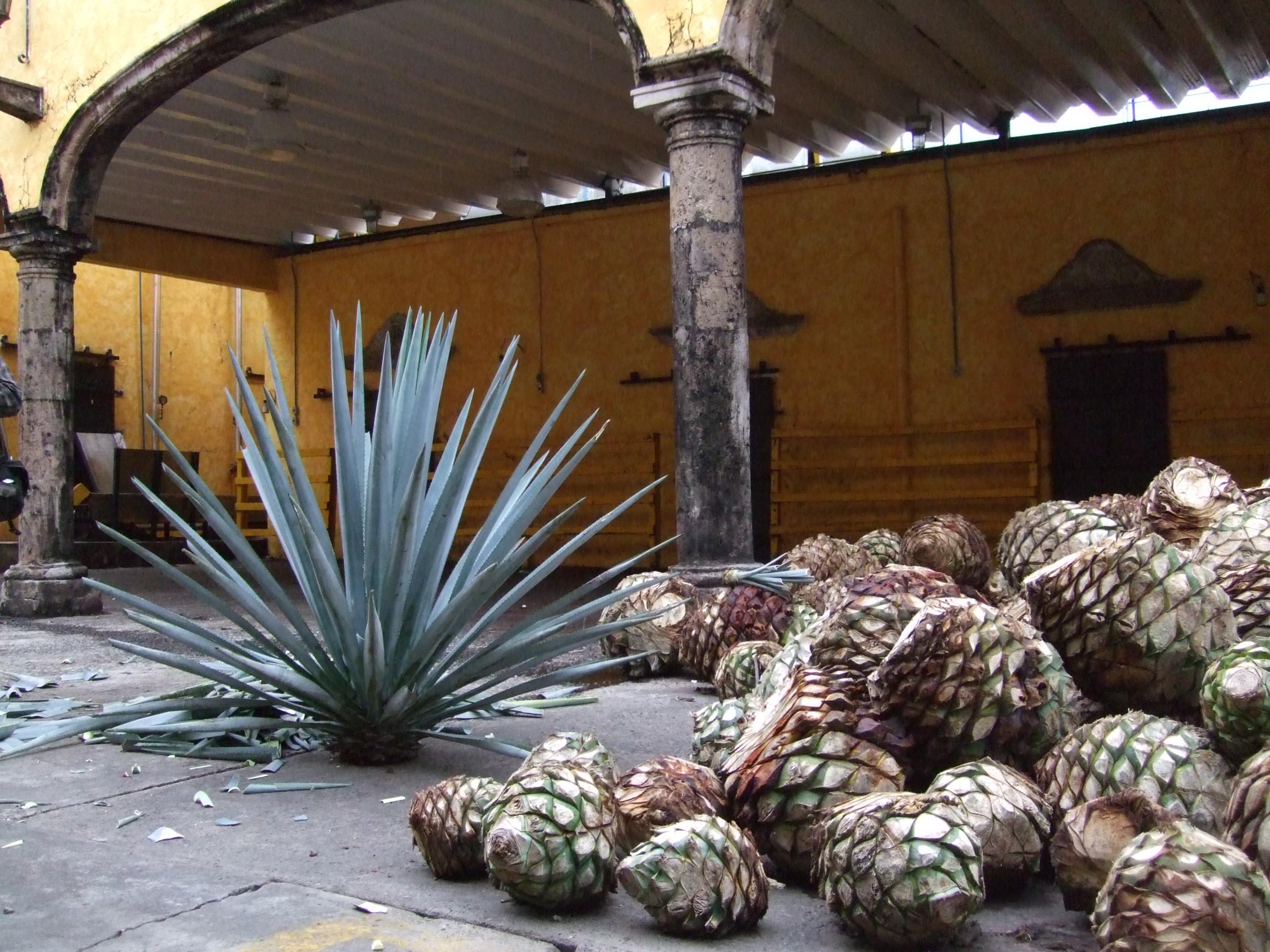
Recol·lecció del cor de la planta de lAgave tequilana.

La planta necessita un clima adequat i una composició determinada al sòl per créixer. Normalment, es cultiven en dos regions de Jalisco que es troben entre 800 i 1700 metres sobre el nivell del mar. Les condicions de temperatura per donar bons rendiments es troben entre 30-47 °C, i s’ha de tenir en compte que el moment més adequat per sembrar és just abans de la temporada de pluges, de juny a setembre, perquè així els brots aprofiten la humitat. És un cultiu multianual i durant l’inici i el final del cicle de producció de la planta es realitzen moltes tasques com eliminar males herbes, nodrir el sòl i prevenir i controlar les plagues per assegurar i mantenir el bon creixement d’aquests vegetals. Per una altra banda, la fertilització del sòl és molt important i la font de nitrogen principal és la urea, a vegades també s’afegeix fòsfor i potassi.
La propagació del cultiu normalment es dona per reproducció asexual (no és habitual fer-ho de manera sexual amb llavors). Per tant, es fa a partir de bulbs i brots asexuals que es desenvolupen en la base de les flors o en la tija principal. Generalment, els cultius són de 2000-4000 plantes per hectàrea i els rendiments es troben entre 30.000 i 200.000 kg de biomassa collida si es suposa que una planta collida pesa entre 15 i 50 kg. Aquesta variació de la productivitat es dona per diferències en les condicions de fertilitat del terra, la qualitat de les plantes sembrades, la pluja i les plagues. És important que després d’un any de haver sembrat l’agave, es faci la “resembra” que es basa en fer una inspecció per reemplaçar les plantes malaltes o mortes per noves.
La planta d’agave sol tenir plagues d’insectes com papallones que es refugien en estat de larva en fulles, fruits i tiges. A més, també poden ser infectades per fongs de tipus Diploida theo-bromae i Colletotrichum agavae que poden causar dany a les seves fulles.
Es va descobrir que a diferència de la majoria de plantes, l’agave tanca els estomes durant el dia i els obre a la nit amb l’objectiu de perdre aigua a través de la transpiració durant la llum del dia. Això, provoca una capa dura de cel·lulosa que la fa més resistent a altres temperatures, però alhora dona lloc a una terbolesa en el pas de la destil·lació de l’agave. En conseqüència, el tequila s’ha de filtrar i es perden aromes.
La maduració de l’agave és de 10 anys aproximadament, tot i que cada planta madura de manera individual. A partir dels 8 anys, es comença a recol·lectar el “cap” o “pinya” de l’agave que estan buits de sucres i humitat i representen un 50% de la biomassa total. La resta de biomassa són residus que es deixen al camp per incorporar-se al terra i així, reciclar nutrients.

### Altres matèries primeres
Quan es produeix tequila 100% d’agave, l'única font de carbohidrats és la inulina hidrolitzada de l’agave, obtinguda al pas de cocció que s’explica al següent apartat. Per altres tipus de tequila està permès per llei utilitzar altres sucres fins a un 49% en pes de la formulació del most. No hi ha especificacions legals que indiquin quins tipus de fonts de sucre s’han d’utilitzar i teòricament qualsevol sucre fermentable pot ser utilitzat per la producció de tequila. A la pràctica i també perquè aquests són els més econòmics, els més utilitzats són la canya de sucre, les melasses i el xarop de blat de moro. Tots els sucres usats a la formulació del most son analitzats de manera rutinària mesurant el contingut en sòlids i els sucres fermentables.

### Cocció i extracció del xarop

#### Cocció
Primer de tot, s’hidrolitza la inulina i altres components de la planta a un pH baix i a unes altes temperatures d’entre 80 i 110 °C, obtenint molècules de fructosa i glucosa fermentables. A més, l’agave cuinat té una consistència suau que facilita el procés posterior de fresat.

A la era pre-hispànica la cocció de l’agave es feia en forats plens de pedres, que retenien la calor, escalfades mitjançant fusta o combustible. Avui en dia s’ha reemplaçat aquesta tècnica per forns, i la calor és introduïda injectant vapor un cop l’agave cru s’ha tallat i està a l’interior del forn. A part d’utilitzar forns, moltes destil·leries utilitzen autoclaus, que tenen una eficiència superior i permeten un millor control de la pressió i temperatura que volem a l’interior.

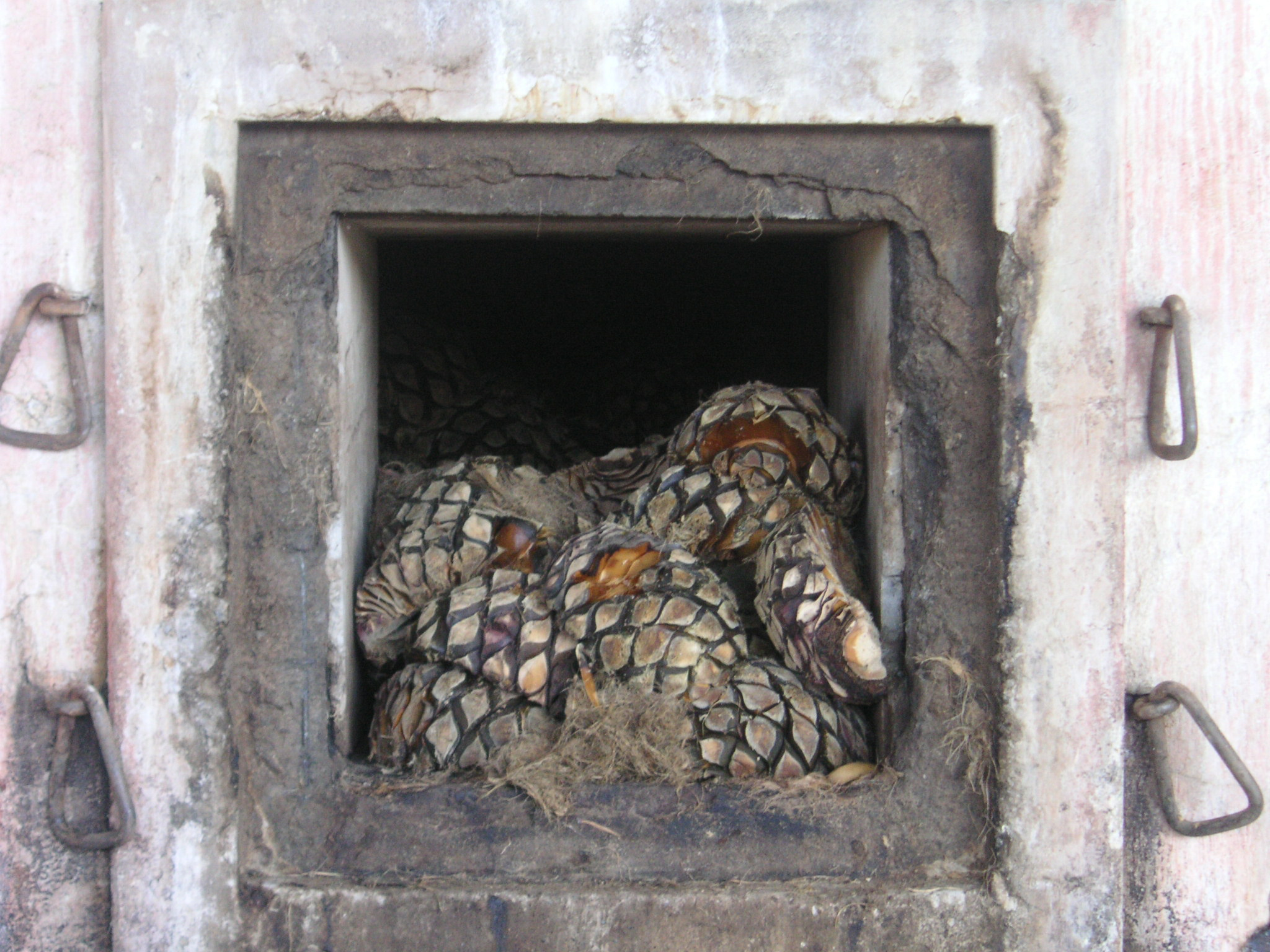
Forn de cocció del cor de la planta de l'agave.

En una operació de cocció amb autoclau el vapor s’injecta durant una hora per rentar l’agave, i obtenim un líquid per condensació anomenat “mel amarga” que es descarta perquè conté ceres de la cutícula de l’agave i té molt poc contingut en sucres. A continuació es segueix injectant vapor durant 6 hores per aconseguir una pressió de 1,2 Kg/cm² i una temperatura de 121 °C. Quan acaba aquesta etapa, es deixa l’agave a l’interior durant 6 hores més sense injectar vapor, i es va cuinant lentament amb el calor residual. És en aquesta etapa en la que es produeix el xarop, que conté un alt contingut en sucres (>10% en pes) i s’utilitza després per la fermentació. S’han de controlar molt els paràmetres en un autoclau per evitar la sobre cocció de l’agave, o que arribi a cremar-se. Si el cuinem més del compte el tequila agafarà un gust fumat, s’incrementa la formació de furfural al producte final i es redueix l'etanol, degut a la caramel·lització d’alguns sucres fermentables de l’agave.
És més fàcil procedir a una bona cocció de l’agave amb un forn que amb un autoclau, però no hi ha diferències pel que fa al sabor o a la fermentabilitat si els dos estan correctament controlats.

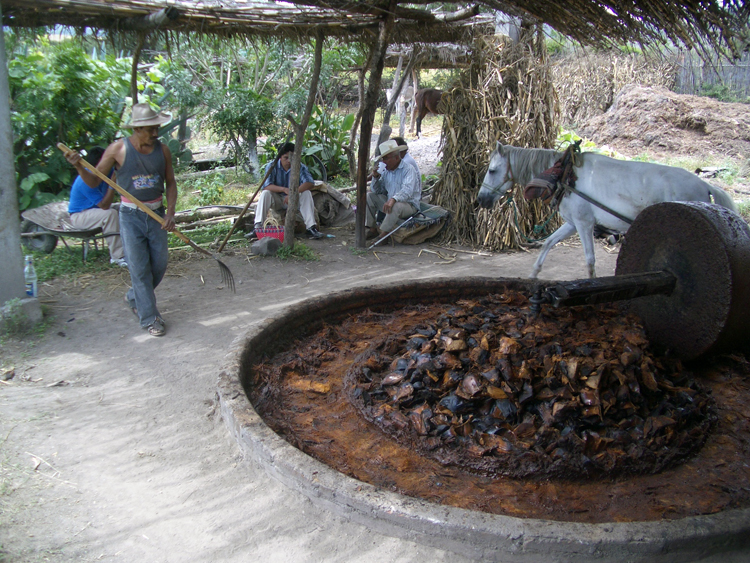
Extracció del most del cor de la planta de l'agave mitjançant un molí.

#### Extracció
En èpoques passades s’extreia el suc aixafant l’agave cuinat amb malls de fusta o d’acer. Més tard es comencen a fer servir molins, que, conduïts per animals, s’aixafa l’agave cuinat i s’extrau el suc amb unes pedres introduïdes a la fossa circular del molí. El suc obtingut en el fresat es recol·lecta en conques de fusta, es mescla amb el xarop obtingut en la fase de cocció i amb una solució de sucres normalment de canya de sucre (si el tequila no és 100% d’agave), i es porta als tancs de fermentació.
El pas de molta genera un subproducte anomenat bagàs, les fibres, que són el primer residu del procés industrial i representa el 40% del pes humit total de l’agave molt. La composició del bagàs és 43% cel·lulosa, 19% hemicel·lulosa, 15% lignina, 3% nitrogen, 1% pectina, 10% sucres residuals i un 9% d'altres components. Aquest bagàs, mesclat amb argila, es pot utilitzar per fer maons, per alimentar animals, o com a substrat per fer créixer fongs comestibles.

### Procés de Fermentació
La fermentació és un procés biològic on s’aprofiten les característiques metabòliques dels microorganismes per a l’obtenció de productes amb interès, en el nostre cas, en la indústria alimentaria. L'etapa de fermentació és l'etapa més rellevant en la producció del tequila, ja que es produeix la conversió de sucres a etanol, majoritàriament, i en altres subproductes com aldehids i èsters, que seran factors claus per a proporcionar les propietats organolèptiques del tequila. Perquè es produeixi aquest procés, s’han de preparar una sèrie de paràmetres de forma independent, perquè posteriorment, puguem obtenir la màxima productivitat.

#### Preparació i formulació del most
Per a l’obtenció d’un tequila que prové 100% de l’agave, el rang inicial de concentració de sucres ha de ser entre 4-10 w/v, depenent del volum d’aigua afegit anteriorment en el fresat. Però si a més dels sucres provinents del agave, es vol afegir altres sucres, el rang de concentració inicial de sucres ha d’estar entre el 8-16% del volum total de medi, depenent de la soca que utilitzis per a la fermentació. Una vegada tenim la font de carboni, hem de procedir a afegir altres sals i elements traça perquè el creixement del microorganisme sigui l’òptim. Per això afegim altres fonts, com la del nitrogen, per mitjà d'urea i sulfat d’amoni, font de fòsfor, per mitjà de fosfat d’amoni, i microelements essencials com el magnesi.

#### Creixement de l'inòcul del llevat

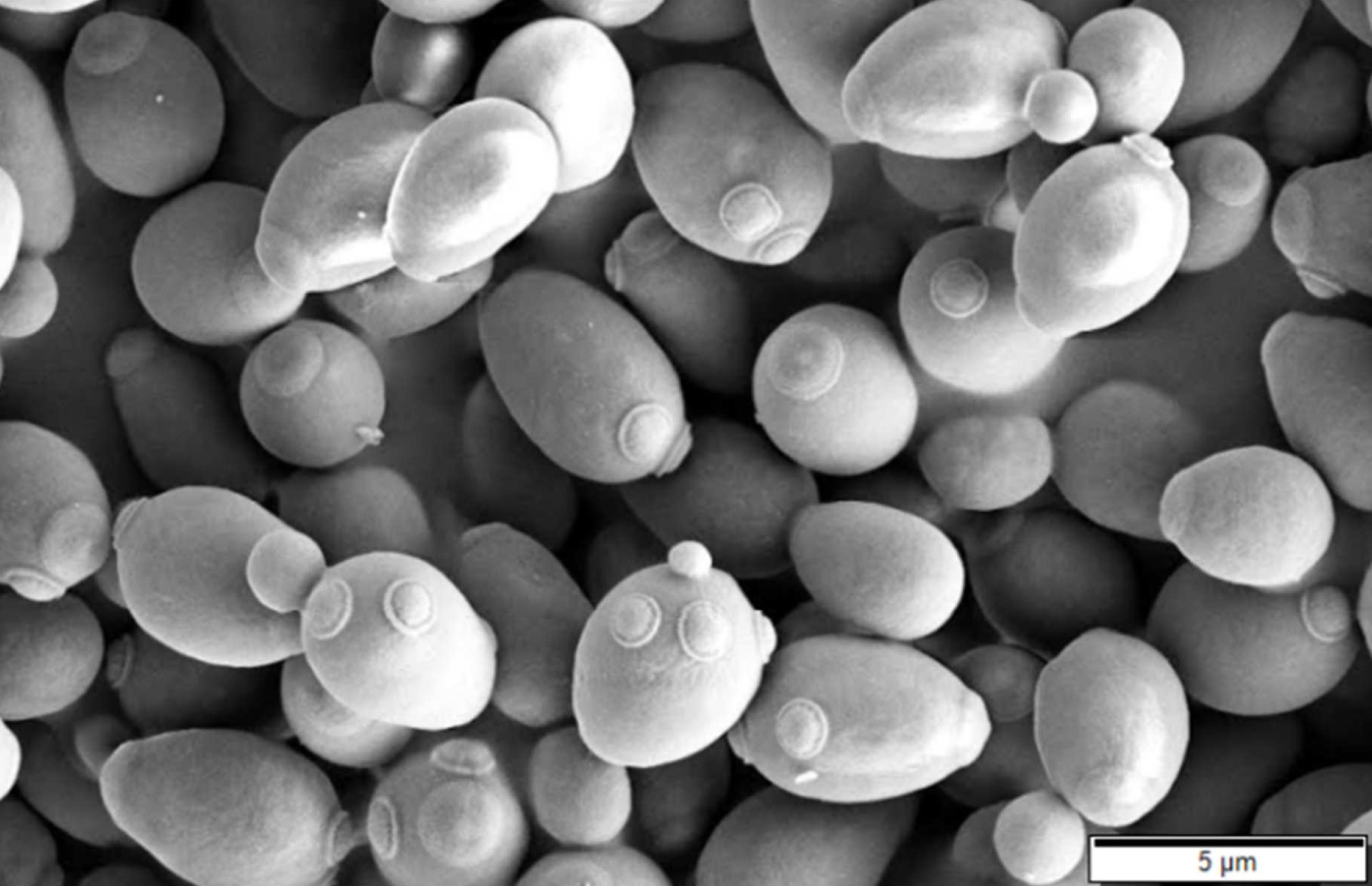
Imatge del SEM de Saccharomyces cerevisiae

El microorganisme biocatalitzador emprat majoritàriament per a la fermentació del tequila és Saccharomyces cerevisiae, un llevat model i àmpliament utilitzat per a la producció de begudes alcohòliques com la cervesa, el vi i altres begudes destil·lades, com el tequila. No totes les indústries productores de tequila utilitzen el mateix microorganisme; hi ha que utilitzen llevats en pols comercials, hi ha que utilitzen diferents soques naturals de S.cerevisiae aïllades de manera natural del suc de l’agave, de manera que les propietats organolèptiques del producte es conserven tant en aroma com en sabor, etc.
Per a poder assolir grans volums de fermentació i grans produccions de tequila hem de partir d’un creixement del llevat, des de escala erlenmeyer fins a escala fermentador industrial, passant per volums mitjans de reactors, aconseguint un escalatge progressiu per al creixement del microorganisme.
A escala laboratori, el creixement del llevat s’ha de duu a terme amb condicions asèptiques a partir de medis enriquits perquè el creixement sigui màxim. El primer escalatge es fa a escala reactor, d’un volum del 10% del que serà el volum final del reactor industrial. Se li proporciona una aeració continua però sempre treballant en condicions estèrils per evitar, més freqüentment, la contaminació per fongs i bacteris. En el cas de que hi hagi hagut alguna contaminació per bacteris, es pot atemptar-hi per mitjà d'antimicrobians com els antibiòtics.
Per acabar, per assolir unes propietats òptimes del tequila, és molt important automatitzar certes condicions d’operació del reactor petit com; mantenir temps de rotació de l’agitació alts, quan la concentració de cèl·lules és baixa.

#### Fermentació
La fermentació, requereix un control de paràmetres per a optimitzar el creixement del llevat i la producció d’etanol. La temperatura de creixement òptima en la que creix S.cerevisiae és de 30oC, i el volum d’inòcul afegit al fermentador industrial ha de ser d’entre un 5-10% del volum total. Aquest volum ha de contenir entre 100-200 milions de cèl·lules per mil·lilitre, i la fermentació pot durar entre 20 hores i 3 dies, depenent dels temps de latència dels microorganismes. Els temps de fermentació són molt importants alhora de conservar les propietats organolèptiques del tequila. En el metabolisme de formació d’etanol, hi apareixen rutes metabòliques associades a la formació d'altres components molt importants per a la qualitat del tequila. Aquests components però, és produeixen a molta menys concentració en comparació a l'etanol. A temps més llargs de fermentació, el metabolisme dels subproductes associats a la formació d’etanol, que són els que intervenen en aquestes propietats, és major, de manera que el llevat té temps suficient com per assolir les concentracions adequades dels subproductes que aportaran al tequila màxima qualitat. En canvi, a temps curts de fermentació, la concentració dels subproductes és més baixa i no s’assoleix aquesta qualitat.

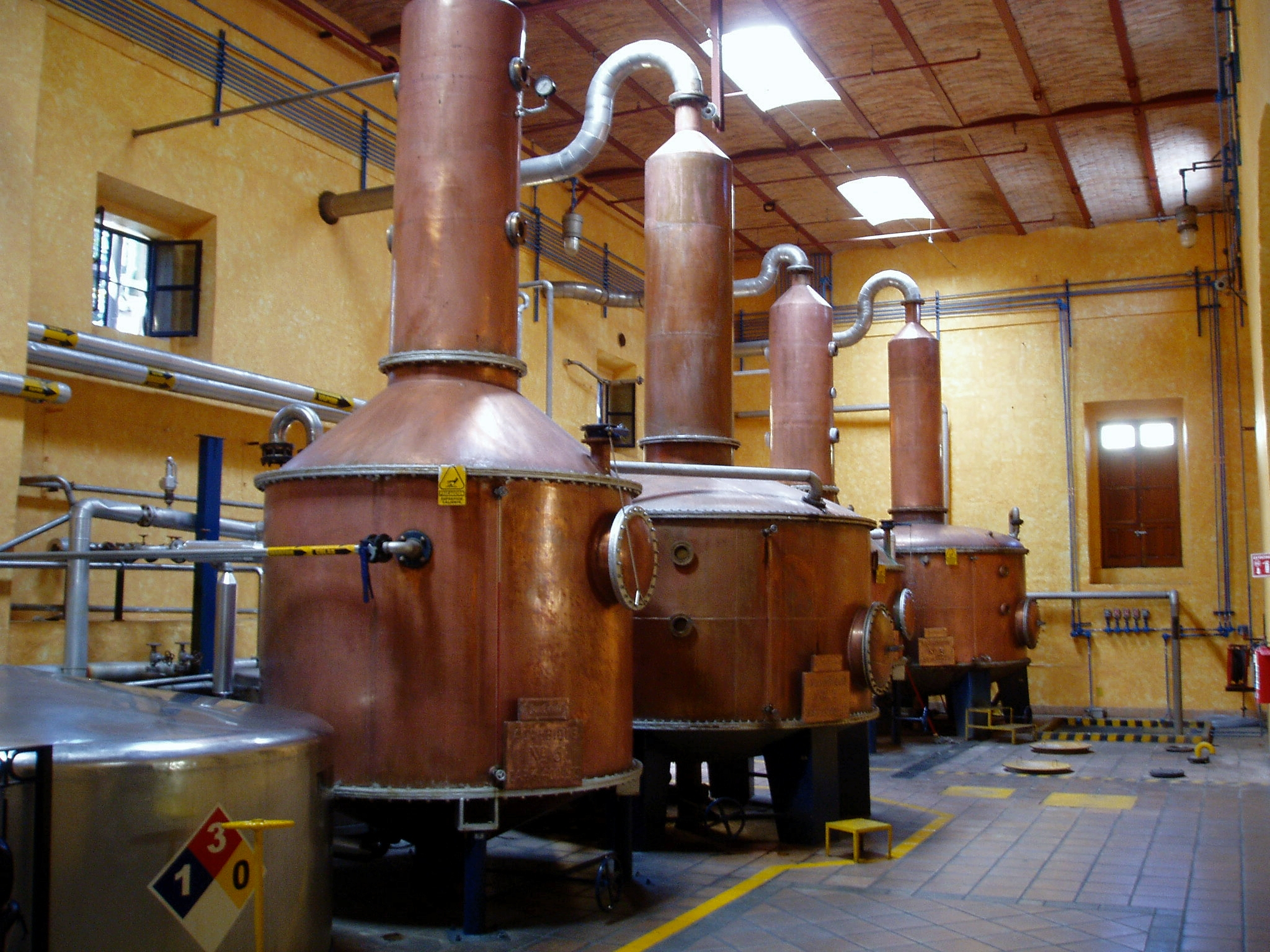
Fermentadors del agave

Els volums dels fermentadors, varien en funció de l'empresa d’entre 12000 -15000 litres, i estan constuirts amb acer, per a suportar les condicions àcides del medi de cultiu. El pH del medi de cultiu on creix el llevat varia entre 3,9-4,5, i és important per a mantenir les condicions de fermentació.
La producció d’etanol dependrà de la concentració de sucres que hi hagi hagut en el medi a l'entrada, de forma que com més sucres hi hagi a l'entrada, teòricament, més etanol es produirà. La concentració de sucres durant la fermentació va del 4-11% al 0,4% en w/v, i la producció d’etanol va del 4-9% en volum. La producció d’etanol, no només depèn de la concentració de sucres a l’inici de la fermentació, ni de la soca de llevat emprada, també depèn de les condicions d’operació del fermentador. A més de la temperatura òptima de creixement i el pH, el etanol té la particularitat que s’evapora a temperatures elevades, de manera que s’han de tenir en compte els sistemes de refredament del tanc per; evitar que la producció d’etanol s’aturi, i evitar que l'etanol una vegada produït, s’evapori.
En la fermentació a nivell industrial, no s’empren condicions asèptiques de manera que hi succeeixen contaminacions que fan modificar les propietats organolèptiques i disminueixen la producció d’etanol. Els contaminants més abundants són els bacteris de l’àcid làctic, com Lactobacillus i Leuconostoc, i bacteris de l’àcid acètic com Acetobacter.
Per altra banda, la utilització de consorcis de diferents soques de S.cerevisiae fan augmentar la qualitat i la diversitat de les propietats, tanmateix com les modificacions que aporten els bacteris contaminants, que no tenen perquè ser negatives.

#### Compostos organolèptics
Durant la fermentació del agave, es produeixen una sèrie de compostos alcohòlics en menor abundància que el etanol, però no menys rellevància. Són un exemple l'isoamil alcohol, l'isobutanol i el feniletanol que, a diferència del etanol, es produeixen després que les concentracions de sucres hagin disminuït considerablement. La generació d’aquests subproductes ve directament relacionada amb tres aspectes fonamentals de la fermentació; la soca de llevat triada on, les soques wild type tenen una capacitat major de producció de subproductes alcohòlics; la ratio carboni-nitrogen, directament proporcional a la generació d’isoamil alcohol; i la temperatura de fermentació on, a mesura que s’augmenta, també augmenta la generació d’isoamil alcohol i isobutanol.
Un altre subproducte generat durant la fermentació és el metanol, gràcies a la hidròlisi de les pectines metilades presents a la planta de l’agave. Aquesta reacció es dona gràcies a la presència de metil pectin esterases generades en major proporció, en algunes de les soques de llevat utilitzades per a la fermentació. Per altra banda, l’oxidació de l'etanol genera acetaldehids que actuen com a intermediaris en la producció d'àcid acètic. La reacció d’oxidació es produeix quan la concentració de sucres durant la fermentació es veu disminuïda.
La producció de petites molècules orgàniques depèn de la presència d’oxigen en el brou de fermentació. En canvi, la presència d'àcids grassos és donada per la lisis de la membrana cel·lular en la fase de mort cel·lular al final de la fermentació.
Els èsters són molècules generades com a subproductes del metabolisme de la generació d’etanol que aporten aroma i sabor al tequila. L'etil acetat és el que es troba en major concentració i tot i que pot variar molt, és l’intermediari principal en la generació d’àcid acètic a partir d’etanol durant les reaccions d’oxidació que es produeixen en llargs temps de fermentació.

### Destil·lació
La destil·lació té com a objectiu separar i concentrar l'alcohol del most fermentat mitjançant la seva vaporització i condensació.
Després de la fermentació, el most conté etanol i altres productes secundaris desitjables però, d’altra banda, també conté partícules sòlides d’agave (formades majoritàriament per cel·lulosa i pectina), cèl·lules de llevat, proteïnes, minerals, sals i alguns àcids orgànics. La idea se separar i purificar aquest most fermentat per eliminar qualsevol element no desitjable que podria donar problemes de salut, qualitat o gust.
Tot i que hi ha molts tipus de destil·lacions possibles, els sistemes més utilitzats en la indústria del tequila són la destil·lació amb alambí (destil·lació en discontinu) i les columnes de fraccionament (destil·lació en continu). En general, el tequila obtingut amb el segon mètode té menys components organolèptics i per tant, té menys aroma i gust.

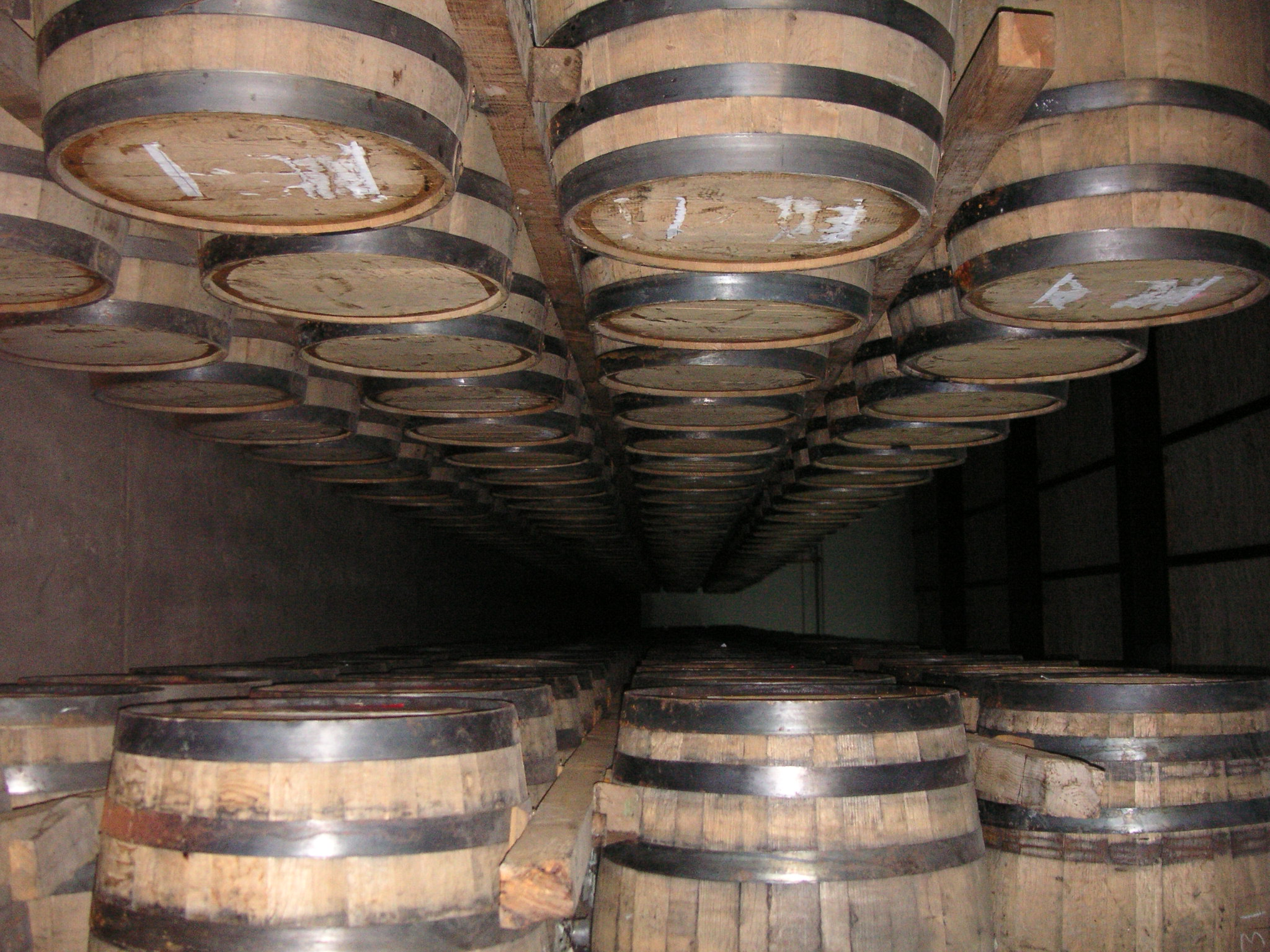
Barrils de fusta per dur a terme la maduració del tequila.

El tequila com a mínim passa per una doble destil·lació. En la primera destil·lació el líquid que s’obté s’anomena “Ordinario” i en la segona s’anomena “Tequila”.
La destil·lació té lloc a baixa temperatura per tal de permetre que es mantinguin una part dels caps i les cues de destil·lació en el destil·lat, ja que és en aquests on resideix part del sabor. En la primera destil·lació, una part del cap es torna a introduir al destil·lat, ja que conté components que donen un gust i aroma agradable al tequila. En la segona destil·lació s’obté el “Tequila” que té un major contingut d'alcohol (110 graus) i es ven com a “Tequila blanco”. Aquest pot ser exportat directament o pot ser diluït fins a 80 graus per ser embotellat i vendre’l al mercat.
Abans que el tequila passi al mercat ha de passar per un control de qualitat on s’analitza la seva graduació i el seu contingut de metanol, alcohols i altres impureses.

### Maduració
La destil·lació és l’última etapa de la producció de tequila si el producte desitjat és el tequila blanc o silver tequila. Per obtenir el tequila reposat i anyenc es duu a terme la maduració en grans tancs de fusta de 2 a 6 mesos i en barrils de roure blanc de 6 a 24 mesos respectivament.
Mentre el tequila va envellint en barrils, està sotmès a uns canvis que determinaran la seva qualitat final, i que afectaran al gust i a l’aroma del tequila. Aquests canvis a la beguda dependran del gruix i qualitat de la fusta, de la temperatura i la humitat a l’àrea d’envelliment, de la graduació amb què entra al barril (40 – 110º), el temps d’emmagatzematge i el nombre de cicles que ha passat el barril, entre d'altres. Alguns components de la fusta son extrets pel tequila, donant-li un color i gust particulars, i les reaccions d’oxidació canvien alguns dels components originals del tequila i també aquests extrets de la pròpia fusta. Com a resultat de tots aquests canvis augmenta la concentració d'àcids, d’aldehids i d’esters alhora que disminueix la concentració de “fusel oils”.
Després de l'envelliment la majoria de tequiles son diluïts amb aigua destil·lada per ajustar la graduació final d’alcohol, i a més també se li pot canviar el color mitjançant l’addició de caramel. Previ a l'embotellament, el tequila es passa per uns filtres de cel·lulosa o uns cartutxos de polipropilè, i a vegades per eliminar la terbolesa es fa un tractament amb carbó vegetal.
Els inspectors supervisen tot el procés per assegurar el compliment de la normativa NOM006-SCFI-1993.

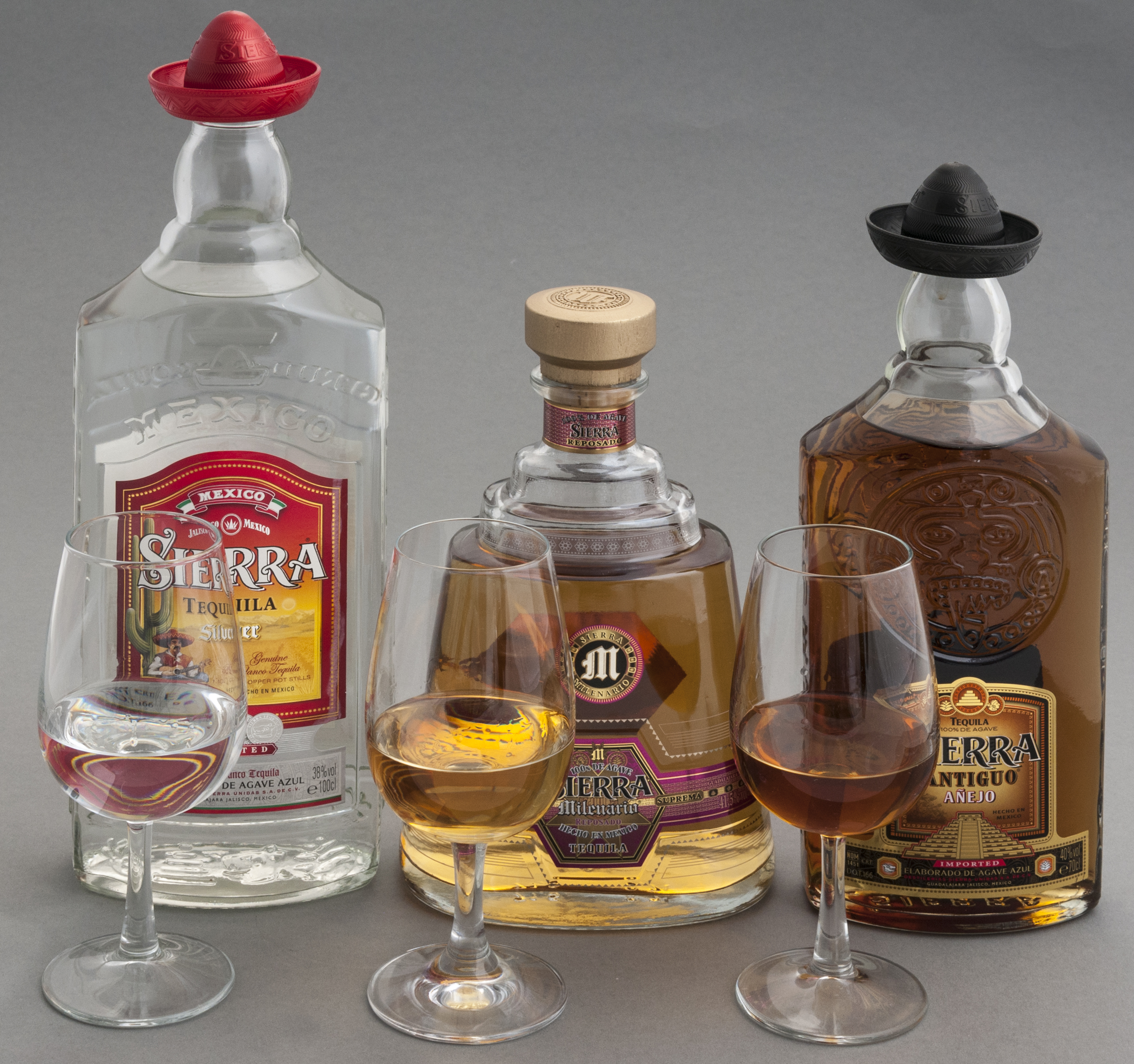
Varietats del Tequila

## Categories del tequila
Les dues categories bàsiques de tequila són mixtos i 100% agave. Els mixtos utilitzen més del 51% d'agave, complementant-ho amb altres sucres, com glucosa i fructosa, que conformaran el percentatge restant. El procés d'envelliment produeix un canvi en el color de la beguda.
El tequila sol ser embotellat en una de les quatre categories: 
- Blanc ("white") o plata (“silver”): s’emmagatzema i s’embotella immediatament després de la destil·lació o com a molt es manté reposant durant menys de dos mesos en botes d’acer inoxidable o de roure.
- Reposat ("rested"): es deixa envellint un mínim de dos mesos, però menys d'un any, en botes de roure de qualsevol mida.
- Anyenc ("aged" o "vintage"): es deixa envellint un mínim d'un any, però menys de tres anys en botes de roure petites.
- Extra anyenc : es deixa envellir un mínim de tres anys en botes de roure. Aquesta categoria es va establir el març de 2006.[14]

És una concepció errònia que els tequiles tinguin un cuc dintre de l'ampolla. Només altres tipus de mescals, i que provenen de l'estat d'Oaxaca es venen amb cuc. El cuc és una formació que indica una qualitat baixa del producte.